# Duurzaamheidskompas
Het duurzaamheidskompas is een instrument waarmee de prestaties van een onderneming ten aanzien van door het Brundtland-rapport gedefinieerde duurzameontwikkelingsdoelstellingen wordt gevisualiseerd in de vorm van een spindiagram. De variabelen die in het kompas opgenomen worden zijn universeel samengevat in drie aandachtsvelden van duurzaamheid, te weten milieu, maatschappij en economie. Afhankelijk van het toepassingsgebied kan de terminologie en waarde van de variabelen variëren. Zo zijn duurzaamheidskompassen ontwikkeld voor specifieke sectoren zoals de landbouw, woningbouw, en voor sporttakken, zoals golf.